# Универзална сала у Скопљу
Универзална сала је конференцијска и концертна сала у Скопљу. Налази се у насељу Дебар Маало у општини Центар. Хала је изгорела у пожару 9. априла 2024. године.

## Историја
Непосредно након земљотреса у Скопљу 1963. године, отклањањем тешких последица и обновом града, почела је изградња Универзалне сале, као трајног сећања на хуманитарну акцију донатора из иностранства.
У време катастрофе, Скопље је успоставило низ контаката са светом. Солидарност људи је дошла до пуног и безрезервног изражаја на свим пољима живота. У области културе то је изражено кроз „Сусрет солидарности” који је реализован већ у првој години након земљотреса. Културно–уметничка манифестација „Сусрет солидарности” је од посебног значаја за град, његово трајање и развој после земљотреса.
Идеја је изражена у реализацији међународне манифестације која ће једном годишње окупљати у Скопљу представнике земаља које су помогле у обнови, сусретом културно–уметничких ансамбала и спортских колектива. Први пут је реализована 1964. године, од 26. јула до 2. августа, у организацији посебног Организационог одбора. Након неколико година је добила нове димензије хуманости и међународне солидарности, у виду продубљивања веза, сарадње и братимљење градова.
У порушеном граду се појавио проблем простора за организовање ових манифестација, односно почело се размишљати о „универзалној сали” у којој би се могле организовати културно–уметничке манифестације, али и мање спортске манифестације.
Дирекција за комунално–стамбену изградњу Скопља је донело одлуку за изградњу једног оваквог објекта који ће бити монтажног карактера.
У изградњи је уз значајну материјално–финансијску помоћ учествовало више од тридесет и пет земаља света, чијим средствима је објекат Универзалне сале купљен од компаније „Техноекспортстрој” из Софије.
У Софији је 11. јула 1964. године потписан уговор о купопродаји објекта, са укупно 1800 места.
У року од десет месеци од потписивања уговора, 1965. године је изграђен објекат Универзалне сале. Иако недовршен и без техничког пријема, у периоду од 26. јула до 2. августа 1965. прима учеснике другог „Митинга солидарности”. Други „Сусрет солидарности” отворен је концертом Македонске филхармоније под диригентском палицом маестра Ловре Матачића, са солистима Ружом Поспиши и Владимиром Ружђаком. Атрактиван програм се наставља „Вечером забавних мелодија” уз наступ еминентних певача из целе Југославије, уз пратњу Забавног оркестра РТС-а – Скопље, под диригентском палицом маестра Александра Џамбазова. Оркестар хармонике из Љубљане, Томас Гару који пева афричке спиритуале, Италијански гудачки ансамбл „Вивалди”, Бугарски дечији хор „Добра Смена”, група „Лос Парагвајос” из Парагваја, руски ансамбл „Балалајки” и многи фолклорни ансамбли из Европе. Свих седам догађаја пратило је око 10.000 посетилаца.
Поред наведених активности, 1965. године у Универзалној сали су се одиграле две драмске представе, уз гостовање Атељеа 212 са представама „Иза затворених врата” и „Чекајући Годоа”, у присуству 3300 посетилаца.
Исте године, на самом почетку рада, у Универзалној сали одржано је девет догађаја са око 13.300 посетилаца.
Сала је званично пуштена у употребу 10. јануара 1966. као центар за организовање манифестација, драмом „Победник или деца на власти” у извођењу београдског Атељеа 212, а 16. јануара одржан је велики симфонијски концерт Македонске филхармоније са пијанистом Александром Унинским.

## Капацитет
Изванредни сценски услови, заједно са свим пратећим функцијама објекта, у амфитеатарском амбијенту гледалишта, пружају оптималне услове да публика прати реализацију концерата озбиљних, забавних, народних, етно, блуз и џез музике, поетске манифестације, драмске представе, модне ревије, презентације, конгресе, консултације, трибине, спортске и друге манифестације.
Мала сцена са триста места, акустички дизајнирана, омогућава реализацију камерних представа, концерата озбиљне и џез музике.
Сценски простор којим сала располаже пружа више варијанти коришћења бине укупне површине 400м2.
Универзална сала садржи:
- гледалиште капацитета 1500 места
- комплетно озвучење снаге 15 киловата
- светлосни парк снаге 100 киловата (рампа, скенери, машина за маглу, видео бим итд.)
- могућност аудио и видео снимања
- концертни и полуконцертни клавир, бренд „Петроф”
- оркестарски простор
- комплетно сценографско решење
- изложбени простор у холу хале у дужини од 70 метара
- ручне и коктел бифее и промоцију капацитета до осамдесет посетилаца